# Elatostema lilyanum
Elatostema lilyanum är en nässelväxtart som beskrevs av Rechinger. Elatostema lilyanum ingår i släktet Elatostema och familjen nässelväxter. Inga underarter finns listade i Catalogue of Life.